# Szyrokij (obwód amurski)
Szyrokij (ros. Широкий) – osiedle w Rosji, w obwodzie amurskim, w okręgu miejskim Rajczichinska. W 2010 liczyło 1351 mieszkańców.